# Alaska (film, 1996)
Pour les articles homonymes, voir Alaska (homonymie).
Pour plus de détails, voir Fiche technique et Distribution.
Alaska est un film américain réalisé par Fraser Clarke Heston, sorti en 1996.

## Synopsis
À la mort de sa femme, Jake Barnes est venu s'installer dans un petit village côtier de l'Alaska, Quincy. Pilote émérite, Jake ravitaille en avion les contrées les plus inaccessibles du pays. Mais, tandis que sa fille, Jessie, apprécie ce retour à la nature, son fils, Sean, entre en dépression et se révolte. Un soir, après s'être violemment accroché avec son fils, Jake prend l'air pour une mission de routine. Quelques heures plus tard, son appareil s'écrase au sommet d'une montagne. Devant l'échec des recherches menées par les autorités locales, et convaincus que leur père est toujours en vie, Jessie et Sean se lancent eux-mêmes sur ses traces…
Sur leur chemin, ils sauvent des griffes d'un braconnier un petit ours polaire très attachant. Leur courage est mis à l'épreuve alors qu'ils doivent faire du kayak de mer, affronter des rapides, grimper des glaciers et escalader des montagnes.

## Fiche technique
- Réalisation : Fraser Clarke Heston
- Scénario : Andy Burg et Scott Myers
- Produit par Castle Rock Entertainment
- Producteurs : Carol Fuchs & Andy Burg
- Producteur associé : Tony Westman, C.S.C.
- Décors : Douglas Higgins
- Montage : Rob Kobrin
- Coproducteur : Gordon Mark
- Costumes : Monique Prudhomme
- Casting : Mary Gail Artz & Barbara Cohen
- Casting canadien : Stuart Aikins, C.D.C.
- Musique : Reg Powell
- Genre : aventure
- Durée : 103 minutes
- Date de sortie :
  - États-Unis et Canada : 14 août 1996
  - France : 11 décembre 1996

## Distribution
- Thora Birch (VF : Jackie Berger) : Jessie Barnes
- Vincent Kartheiser (VF : Didier Cherbuy) : Sean Barnes
- Dirk Benedict (VF : Antoine Tomé ; VQ : Daniel Picard) : Jake Barnes
- Duncan Fraser (VF : Jean-Claude Balard ; VQ : Benoît Rousseau) : Koontz
- Gordon Tootoosis (VQ : Yves Massicotte) : Ben
- Ben Cardinal (VF : Joël Zaffarano ; VQ : Pierre Auger) : Charlie
- Ryan Kent : Chip
- Don S. Davis (VF : Benoît Allemane ; VQ : Ronald France) : sergent Grazer
- Dolly Mardsen (VF : Paule Emanuele) : Mrs. Ben
- Charlton Heston (VF : Jean-Claude Michel ; VQ : Vincent Davy) : Perry
- Byron Chief Moon (VF : Jean Barney) : le père de Chip